# Victor Dönninghaus
Victor Dönninghaus (* 1964) ist ein deutscher Historiker.

## Leben
Victor Dönninghaus promovierte 1993 an der Staatlichen Universität Dnepropetrovsk (Ukraine) zum Thema Nationalitätenpolitik auf der Krim von 1921–1925. Von 1996 bis 2002 war Dönninghaus wissenschaftlicher Mitarbeiter und wissenschaftlicher Assistent am Institut für Kultur und Geschichte der Deutschen im östlichen Europa der Heinrich-Heine-Universität Düsseldorf. Während des Sommersemesters 1999 und 2001 hielt er sich als Gastdozent am Institut für Internationale Studien der Fakultät für Sozialwissenschaften an der Karls-Universität Prag (Tschechien) auf. Im Sommersemester 2002 arbeitete er als wissenschaftlicher Assistent am Lehrstuhl für Osteuropäische Geschichte der Albert-Ludwigs-Universität Freiburg.
Während der Jahre 2002–2005 hatte Dönninghaus ein Immanuel-Kant-Habilitationsstipendium des Beauftragten der Bundesregierung für Angelegenheiten der Kultur und der Medien inne. 2006 folgte an der Albert-Ludwigs-Universität Freiburg seine Habilitation zum Thema „Instrumente und Methoden stalinistischer Nationalitätenpolitik: die Moskauer Zentralorgane und die Diaspora-Minoritäten (1917–1938)“. Im selben Jahr begann er seine Tätigkeit als wissenschaftlicher Angestellter im Fachbereich für Geschichte und Soziologie der Universität Konstanz sowie als Privatdozent für das Fach Osteuropäische Geschichte an der Albert-Ludwigs-Universität Freiburg. Das Sommersemester 2007 verbrachte Dönninghaus als Gastwissenschaftler am Institute of Slavic, East European, and Eurasian Studies der University of California, Berkeley (USA). Von 2007 bis 2009 war er als wissenschaftlicher Mitarbeiter beim MdB, Staatsminister im Auswärtigen Amt Gernot Erler, tätig, parallel hierzu in den Jahren 2008–2009 als wissenschaftlicher Angestellter am Lehrstuhl für Osteuropäische Geschichte der Albert Ludwigs-Universität Freiburg. Im November 2009 erfolgte seine Ernennung zum außerplanmäßigen Professor an der Albert-Ludwigs-Universität Freiburg. Von Oktober 2009 bis März 2013 war Dönninghaus zunächst als kommissarischer Direktor, dann als stellvertretender Direktor des Deutschen Historischen Instituts Moskau tätig. Im Januar 2013 verlieh ihm die Staatliche Polytechnische Universität Saratov die Ehrendoktorwürde. Seit April 2013 ist er wissenschaftlicher Mitarbeiter am Nordost-Institut (Institut für Kultur und Geschichte der Deutschen in Nordosteuropa / IKGN e. V.) in Lüneburg und seit April 2014 Stellvertreter des Direktors des IKGN e. V.

## Forschungsschwerpunkte
Geschichte Russlands und der Sowjetunion (v. a. 19. und 20. Jahrhundert), Nationalitätenpolitik, Konflikt- und Gewaltgeschichte, Geschichte der Ukraine und der Krim, Deutsche in Russland und der Sowjetunion, Persönlichkeit in der Geschichte – Parteiführer Leonid Breschnew.

## Mitgliedschaften, Fachbeiräte
- Redaktionsmitglied der Zeitschrift der Russischen Akademie der Wissenschaften „Rossijskaja istorija / Russische Geschichte“
- Mitglied im Wissenschaftlichen Beirat der Zeitschrift „Przegląd Wschodnioeuropejski / Eastern Europe Review“ (Polen)
- Mitherausgeber der Schriftenreihe „Quellen und Darstellungen zur Personengeschichte des östlichen Europa“
- Redaktionsmitglied der Schriftenreihe „Voprosy germanskoj istorii“ (Ukraine)
- Vestnik Novosibirskogo universiteta. Serija: „Istorija, filologija“ [Mitteilungen der Universität Novosibirsk. Reihe: Geschichte, Philologie] (Novosibirsk, Russland)
- Izvestija Saratovskogo universiteta. Novaja serija: istorija; meždunarodnye otnošenija (Saratov, Russland) [Nachrichten der Saratover Universität. Neue Reihe: Geschichte; Internationale Beziehungen]
- Vestnik Omskogo universiteta. Serija: „Istoričeskie nauki“ (Omsk, Russland) [Der Bote der Omsker Universität. Reihe: Geschichtswissenschaft]
- Ausländisches Mitglied im Expertenrat für Geschichte, Archäologie und Ethnografie der Russischen Stiftung für geisteswissenschaftliche Forschung (RGNF)
- Jahrbücher der Politechnischen Universität Saratov (Russland) „Osvoboditel’noe dviženie v Rossii“ [Die Befreiungsbewegung in Russland]
- Internationale Assoziation der Forscher der russlanddeutschen Geschichte und Kultur

## Schriften und Aufsätze (Auswahl)
- The Brezhnev Era Through the General Secretary’s Eyes: Leonid Il’ich’s “Diaries” or Work Notes as a Historical Source. In: Russian Studies in History (Armonk, NY) 52 (Spring 2014), Nr. 4, S. 12–18. [In Zusammenarbeit mit Andrej Savin]
- „Don’t Be Seen Repealing the Decree on the Jews – Just Don’t Enforce It“: L.I. Brezhnev, Détente, and Jewish Emigration from the USSR. In: Russian Studies in History (Armonk, NY) 52 (Spring 2014), Nr. 4, S. 19–44. [In Zusammenarbeit mit Andrej Savin]
- Leonid Il‘ich as Giver and Receiver: the Light Cast on the General Secretary’s Personality by Offerings and Tributes. In: Russian Studies in History (Armonk, NY) 52 (Spring 2014), Nr. 4, S. 45–70. [In Zusammenarbeit mit Andrej Savin]
- Leonid Brezhnev: Public Display Versus the Sacrality of Power. In: Russian Studies in History (Armonk, NY) 52 (Spring 2014), Nr. 4, S. 71–93. [In Zusammenarbeit mit Andrej Savin]
- Leonid Breschnew – Ruhm und Verfall im Brennpunkt der Öffentlichkeit, in: Berliner Debatte Initial 25 (2014), Nr. 4, S. 114–125. [In Zusammenarbeit mit Andrej Savin]
- V teni „Bol’šogo brata“. Zapadnye nacional’nye men’šinstva v SSSR (1917–1938 gg). [Im Schatten des „Großen Bruders“. Die nationalen Minderheiten des Westens in der Sowjetunion (1917–1938)], Moskva 2011 (= Istorija stalinizma)
- Minderheiten in Bedrängnis. Die sowjetische Politik gegenüber Deutschen, Polen und anderen Diaspora-Nationalitäten 1917–1938. München 2009 (= Schriften des Bundesinstitutes für Kultur und Geschichte der Deutschen im östlichen Europa. Band 35)
- Revolution, Reform und Krieg. Die Deutschen an der Wolga im ausgehenden Zarenreich. Essen 2002 (= Veröffentlichungen zur Kultur und Geschichte im östlichen Europa. Band 23)
- In russischer Übersetzung erschienen als: Revoljucija, reforma i vojna. Nemcy Povolž’ja v period zakata Rossijskoj imperii. Saratov 2008. 2. überarbeitete Auflage. Moskau 2015. 327 S.
- Die Deutschen in der Moskauer Gesellschaft. Symbiose und Konflikte (1494–1941). München 2002 (= Schriften des Bundesinstitutes für Kultur und Geschichte der Deutschen im östlichen Europa. Band 18). In russischer Übersetzung erschienen als: Nemcy v obščestvennoj žizni Moskvy. Simbioz i konflikt (1494–1941). Moskva 2004